# Spilosoma flavotergata
Spilosoma flavotergata är en fjärilsart som beskrevs av Kardakoff 1928. Spilosoma flavotergata ingår i släktet Spilosoma och familjen björnspinnare. Inga underarter finns listade i Catalogue of Life.